# Brussels Gentlemen's Rugby Club
De Brussels Gentlemen's Rugby Club, kortweg BGRC genoemd, is een rugbyclub uit Neder-Over-Heembeek die deel uitmaakt van de Belgische Franstalige rugbycompetitie, de LBFR. De competitie is een spel van XV's (of 15 tegen 15).
De club ontstond in 2006 door een afsplitsing van Racing Jette. Sindsdien zijn spelers van diverse achtergrond en ervaring toegetreden.
Sinds 2009 beschikt de club over een synthetisch veld dat voldoet aan de reglementaire afmeting (70m breedte en 100m lengte tussen beide tryzones).

## Band met de stad Brussel
De kleuren waarin de Brussels Gentlemen spelen zijn de kleuren van de stad Brussel. Het schild van de stad is ook in het logo terug te vinden.
Een opmerkelijk lid van de club was de Brusselse ex-burgemeester Freddy Thielemans.